# Séries de hockey CMR-AMWP
Les Séries de hockey CMR-AMWP (anglais : Royal Military College-West Point Hockey Series; anciennement International Hockey Series) sont un match annuel du hockey sur glace entre le Collège militaire royal du Canada à Kingston et l'Académie militaire de West Point aux États-Unis.